# قرية المخلفات الإلكترونية
قرية المخلفات الإلكترونية عبارة عن مطرح للمخلفات الإلكترونية. وقد استبدلت دول متقدمة مثل الولايات المتحدة وكندا ودول أوروبية وأستراليا وكوريا الجنوبية و اليابان كميات هائلة من المعدات الإلكترونية والأجهزة المنزلية القديمة (أجهزة الكمبيوتر والهاي فاي والغسالات والثلاجات وأفران المايكروويف وأجهزة التلفاز إلخ) بأخرى جديدة، مما تسبب في مشكلة مخلفات إلكترونية ضخمة للبيئة العالمية.

## المواد السامة
تحتوي المخلفات الإلكترونية على معادن ثقيلة سامة بدرجة عالية مثل الكادميوم والزئبق ووالثاليوم. وتشمل المواد الأخرى التي توجد بكميات كبيرة في المخلفات الإلكترونية راتنجات الإيبوكسي والألياف الزجاجية وثنائي الفينيل متعدد الكلور وبولي فينيل الكلوريد واللدائن الصلبة بالحرارة والرصاص والقصدير والنحاس والسليكون والبريليوم والكربون والحديد والألومنيوم.  وكانت فرصة التخلص من هذه المواد بثمن بخس تشكل الحافز الاقتصادي وراء تصدير المخلفات الإلكترونية إلى دول مثل الصين والهند وبعض الدول الإفريقية التي لا تطبق مراقبة بيئية أو تطبقها بقلة.  وقد شكلت هذه الصادرات ظاهرة عالمية تعرف بقرية المخلفات الإلكترونية بين دول العالم الثالث التي أخذت المخلفات السامة من دول العالم الأول إلى أراضيها الزراعية.

## شبكة عمل بازل
إن إحدى الهيئات الرقابية الأساسية على التخلص من المخلفات الإلكترونية هي شبكة عمل بازل (BAN), وهي منظمة خيرية غير حكومية تعمل لمكافحة تصدير المخلفات السامة والتقنيات السامة والمنتجات السامة من المجتمعات الصناعية إلى الدول النامية. وقد سُميت BAN باسم اتفاقية بازل، وهي معاهدة للأمم المتحدة صممت لمنع طرح المخلفات السامة والحد من ذلك، وبالأخص في الدول النامية.  وتمثل BAN مراقبًا ومروجًا لاتفاقية بازل وقراراتها.